# Pimpinella peucedanifolia
Pimpinella peucedanifolia är en flockblommig växtart som beskrevs av Fisch. och Carl Friedrich von Ledebour. Pimpinella peucedanifolia ingår i släktet bockrötter, och familjen flockblommiga växter. Inga underarter finns listade i Catalogue of Life.